# Hiihtari
Hiihtari är en sjö i kommunen Kuopio i landskapet Norra Savolax i Finland. Den är 5,2 meter djup. Arean är 41 hektar och strandlinjen är 4,32 kilometer lång. Sjön  ingår i Vuoksens huvudavrinningsområde.   Den ligger omkring 21 kilometer nordväst om Kuopio och omkring 340 kilometer norr om Helsingfors. 